# Zdravko Dučmelić
Zdravko Dučmelić (Vinkovci, 1923. – Buenos Aires, 1989.). U rodnom gradu završava srednju školu te na kraju rata bježi u Italiju. U Rimu otkriva svoj slikarski i crtački talent. God. 1947. nalazimo ga kao stipendista OCAU u Madridu, gdje upisuje studij slikarstva u Kraljevskoj akademiji San Fernando. Na njega su utjecali veliki španjolski slikari 19. st. ali i oni prve polovice 20. stoljeća. God. 1949. seli se u Buenos Aires. Zbog zdravstvenih razloga smješta se u gradu Mendozi na podnožju visokih Anda, gdje bude imenovan profesorom na slikarskoj školi Sveučilišta Cuyo. Predavao je sve do umirovljenja god. 1980. Dučmelić pripada u najistaknutije argentinske slikare uopće. Sudjeluje u brojnim zajedničkim i posebnim izložbama u Argentini, ostalim latinskoameričkim zemljama i diljem svijeta. Likovni kritičari iznosili su laskave ocjene o njegovu prepoznatljivu i zapamtljivu stvaralaštvu, nazivajući ga »velikim Dučmelićem«, čiji motivi kao da su stvoreni za »ilustriranje pripovjedaka Luisa Borgesa« (La Nación, Buenos Aires). Nakon dugogodišnjeg izbjeglištva Dučmelić 1983. posjećuje Hrvatsku, gdje izlaže u Zagrebu, Rijeci i Splitu.